# 入玉
入玉（にゅうぎょく）とは、将棋において一方の玉将、または王将が敵陣内（相手側の三段目以内）へ移動することを言う。入王（いりおう）、逆馬（さかうま）と呼ばれる場合もある。本項では、持将棋（じしょうぎ）についても解説する。

## 概説
| 9  | 8  | 7  | 6  | 5 | 4  | 3  | 2  | 1  |    |
|    | 杏 |    |    |   |    |    |    | 杏 | 一 |
|    | 圭 | 玉 | 全 |   | と |    |    |    | 二 |
| と | と | と |    |   |    | 圭 |    |    | 三 |
|    |    |    |    |   | 金 |    | 金 |    | 四 |
|    |    | 銀 |    |   |    |    | 馬 |    | 五 |
| 龍 |    |    |    |   |    |    |    |    | 六 |
|    | と | 金 | 香 |   |    | 圭 | 圭 | 歩 | 七 |
|    |    |    |    |   |    |    | 杏 |    | 八 |
|    |    |    |    |   |    | 馬 |    | 玉 | 九 |

本将棋で用いられる8種類40枚の駒のうち後方への移動が可能な自分の駒は、初期配置や持ち駒を盤上に打った段階で5種類13枚（王将または玉将、金将4、銀将4、角行2、飛車2）、そのうち前後左右対称の移動が可能な駒は3種類7枚（王将または玉将、金将4、飛車2）に限られる。このように後方への攻め方は極めて限定されるため、相手の玉将（または王将）が自陣内（自分側の三段目以内）へ移動、すなわち「入玉」されてしまうと、入玉した相手の玉将（または王将）を自分の駒で攻めることが難しくなる。また、入玉した側は歩兵などの小駒を数多く成らせることにより玉の守りを固めることが容易であるため、自陣に入玉した相手玉を詰ますことは更に難しくなる。
さらに、相入玉（自分、相手の双方が入玉した状態）になった場合は、勝敗の決着をつけること自体が困難になる。このため、入玉により対局者双方ともに勝敗の決着の見込みがなくなった場合は、両者の合意によって対局を中断して「点数計算」を行い、この点数により勝敗を決するか、または無勝負（引き分け）とするルールが規定されている。
両者の合意による「点数計算」と「持将棋」
両者の合意による「点数計算」では、盤上にある全ての「自分の側の駒」と「自分の持ち駒」を対象として、
- 玉将を0点[4]
- 大駒（飛車・角行）の1枚を各5点[4]
- 小駒（金将・銀将・桂馬・香車・歩兵）の1枚を各1点[4]

として点数を合計する。平手戦における初期配置での点数は両者27点となる（駒落ち将棋の場合は、落とした駒が上手の側にあると仮定して計算する。または、無条件で上手の勝ちとするルールもある）。この方法で求めた合計点数と「基準」とを比べる。プロ棋戦で用いられるのは基準を24点とした「24点法」である。
「24点法」で計算する場合、
| - 一方の対局者の点数が24点未満であれば負け - 一方の対局者の点数が31点以上であれば勝ち - 点数が対局者両者ともに24点以上30点以下であれば無勝負（引き分け）=持将棋 |

このようにして勝敗または無勝負（引き分け）を判定する。この無勝負のことを「持将棋（じしょうぎ）」と言う。
双入玉模様となれば、一般的な寄せ合いとは異なる「点数勝負」に入り、駒の価値も普段のものとは大幅に異なってくる。1点を争うような点数勝負はプロ棋士であっても神経を使うものだという。

### 持将棋が成立した場合の対応
対局において持将棋が成立して無勝負となった場合は、初期配置に戻し（対局規則 第2条第6項）、先後の手番を交代して指し直しとする（対局規則 第9条第7項）。指し直し局の持時間は各公式棋戦および大会の実施規定に定める通りとする（対局規則 第9条第7項）。
指し直し局が、再度、持将棋無勝負となった場合も指し直しとする（対局規則 第9条第8項）。
持将棋は一局とは見なさない。対局は指し直し局が決着したときに完結となる（対局規則 第9条第9項）。
日本将棋連盟主催の公式棋戦において持将棋が成立した場合においても、上記と同様に取り扱われる。そのため、棋士・女流棋士の個人成績における通算記録では持将棋（引き分け）は記録されない。ただし、公式棋戦におけるタイトル戦の場合は、各タイトル戦の定める実施規定により一局と見なす場合があり、この場合は個人成績に持将棋（引き分け）が記録される（対局規則 第9条第9項）。

### アマチュア棋戦の「27点法」
アマチュアの場合は、時間短縮の目的で引き分けを極力なくすため、「27点法」を採用することがある（駒の損得が全くない場合、先手・後手とも27点になる。平手の初形の駒の点数は「歩(=1)×9＋(金銀桂香=各1)×8＋角(=5)＋飛(=5)＝27点」）。この場合、点数計算の方法は同じであるが、27点未満の方を負け、同点（両者27点）の場合には後手の勝ち（先手の勝ちには28点以上が必要）として、無勝負（引き分け）にしないで決着をつける場合が多い。また、入玉宣言法（下記参照）を取り入れることもある。

## 持将棋の種類

### 合意による持将棋
上述（両者の合意による「点数計算」と「持将棋」）のとおり、持将棋は対局者両者の合意によって成立する。玉将がまだ敵陣3段目以内に入っていない段階でも、その後の入玉が確実であり且つ対局者両者の合意があれば、入玉したものと見なして持将棋に至ることもある。2007年2月16日に行われた朝日オープン将棋選手権の久保利明対阿久津主税戦では、久保玉が入玉、阿久津玉が自陣3段目にあり、駒数の点数は久保が大きく足りない状態であったが、阿久津の提案によって持将棋となった。
このタイミングでの持将棋の提案は早すぎるのではないかとして話題になったが、対局中は常に局面をリードしており駒数でも有利であった阿久津側からの提案であったことと、持将棋のルールが合意によるものであることから問題にはならなかった。なお、持将棋指し直し局は阿久津が勝利している。

### 「入玉宣言法」による持将棋
| 9  | 8  | 7  | 6  | 5  | 4  | 3  | 2  | 1  |    |
| 龍 |    |    |    |    |    |    |    |    | 一 |
|    |    | 圭 | 玉 |    | 龍 | と | と |    | 二 |
| と | と | 歩 | 銀 | と |    |    |    |    | 三 |
|    |    |    |    |    |    | 金 | 馬 |    | 四 |
|    |    |    |    |    |    |    | 歩 |    | 五 |
|    |    |    | 金 |    |    |    |    |    | 六 |
|    |    |    | 馬 |    | 金 | と |    | と | 七 |
|    |    |    |    |    | 歩 |    |    |    | 八 |
|    |    |    |    |    | 王 | と |    |    | 九 |

| 9  | 8  | 7  | 6  | 5  | 4  | 3  | 2  | 1  |    |
|    | 玉 |    |    |    |    |    |    | 香 | 一 |
|    | 圭 |    |    |    |    |    |    |    | 二 |
| と | 金 |    |    | 圭 | 銀 |    | 歩 |    | 三 |
|    |    | 圭 |    |    |    |    |    | 歩 | 四 |
|    |    |    |    |    |    | 歩 |    |    | 五 |
|    |    |    | 馬 |    |    |    |    | 歩 | 六 |
|    |    |    |    | と | と | 馬 | 銀 |    | 七 |
| 龍 |    | 銀 |    |    | 歩 |    | 杏 | 王 | 八 |
|    | 金 | 金 |    |    |    |    | 龍 |    | 九 |

「入玉宣言法」とは、対局手数が500手に満たない時点において、一方が入玉した局面で持将棋について両者の合意が至らない場合に、所定の要件を全て満たしたことを宣言することで、無勝負（引き分け）または一方の勝ちを決するルール。アマチュア大会での円滑な進行を目的として堀口弘治七段（当時、連盟理事）が1993年ごろ考案し、日本将棋連盟では2013年10月1日より暫定ルールとして導入した。2019年10月1日に暫定ルールの一部追加・変更が行われている。
対局手数が500手に満たない時点において、宣言しようとする者が次の各条件を全て満たしていれば、自分の手番で着手せずに「宣言」を行うことで、自分の勝ち、または持将棋による無勝負(引き分け）を宣言できる。宣言をしようとする場合には、宣言する旨を告げて対局時計を止めて対局を停止させる。
| 「入玉宣言法」の適用条件 - 宣言する者の玉が入玉している（敵陣3段目以内に入っている）。 - 宣言する者の敵陣3段目以内にいる駒は、玉を除いて10枚以上である。 - 宣言する者の玉に王手がかかっていない。 - 宣言する者の「敵陣3段目以内にいる自分の側の駒」と「持ち駒」を対象として、 前述の「点数計算」を行なったとき、点数が24点以上ある。 - 「入玉宣言法」での「点数計算」では、「合意による持将棋」の場合とは異なり、 「敵陣3段目以内に入っていない盤上の駒」を計算対象から除く。 - 対局手数が500手未満である（500手以降の場合は「別の規定（後述）」が適用される）。 |

上記の条件を満たしていた場合に、
| 宣言した者の「点数」が - 31点以上であれば宣言した者が勝ち - 24点以上30点以下であれば持将棋（引き分け） |

となる。もし条件を一つでも満たしていない場合は宣言した者の負けとなる。
「入玉宣言法」のルール導入後、棋士および女流棋士のプロ棋戦公式戦において「入玉宣言法」が初めて行使・適用された事例は、2022年7月18日に行われた女流棋戦の第16期マイナビ女子オープンの予選、野原未蘭女流初段と竹部さゆり女流四段との対局であった。この対局で野原女流初段が竹部女流四段から公式戦史上初の「入玉宣言法」による勝利を挙げている。「入玉宣言法」のルール導入から8年あまり経過しての初適用であった。
後手212手目「△2四馬」の局面で、先手の野原が「宣言」を行ない、宣言時の局面（総手数は213手目「▲宣言」まで、【図2】参照）は敵陣内の自玉を除く自分の駒数10枚、持ち駒17枚、点数35点だった。
「宣言」によって勝敗が決した事例はこの一局のみである。一方、棋士および女流棋士の公式戦における「入玉宣言法」による持将棋が成立した例はまだない。
なお公式戦以外では、「入玉宣言法」を上述の「27点法」に対応させた「先手は28点以上、後手は27点以上の点数で宣言でき、宣言した側の勝ち」というルールを採用し、持将棋にさせない例もある（例：将棋ウォーズの対局規定。切れ負け将棋の場合、宣言する者の持ち時間が切れていないことも条件として必要）。

### 500手指了による持将棋
日本将棋連盟が2019年10月1日より暫定導入したルールであり、持将棋について両対局者の合意に至らず、かつ対局手数が500手に達した場合には、双方の駒の点数に関係なく無勝負となり、持将棋指し直しとする。ただし、500手指了時点の局面で王手がかかっている場合には、連続王手が途切れた段階で持将棋とする。500手以降の連続王手が途切れず詰みに達した場合は、詰ました方の勝ちになる。
この500手目の王手の局面は後手番によって指されるため、以降の連続王手が途切れず詰みに達した場合は基本的には後手の勝ちとなるが、501手目以降に逆王手が入った場合は先手が勝ちとなる場合も有り得る。また、500手以降の局面で連続王手の千日手が成立した場合、通常の反則規定と同様に王手を掛けた側の反則負けとなる。500手以降にその他の反則行為があった場合も反則した側の負けとなる。
対局手数が500手に到達し持将棋となる場合には、前述の「入玉宣言法」による勝利の宣言が行なわれないことが前提となるため、対局相手側に前述の「条件」（点数、駒数、王手の有無）を達成されない局面を継続する必要がある。
なお、公式戦で500手超の手数記録はこれまでになく、戦後の公式戦における最長手数は、第31期竜王戦6組ランキング戦での牧野光則と中尾敏之との対局（2018年2月27日）で記録した420手（持将棋成立局、【図1】参照）である。

## 公式棋戦における持将棋
日本将棋連盟は、公式棋戦で持将棋が成立した場合の対局結果に原則として「持将棋」と併記し持将棋成立の有無を明らかにしている。
公式棋戦において持将棋が成立した場合は、千日手成立時と同様に「指し直し局」が行われる。指し直し局は、持将棋局と先後を入れ替え、双方の持ち時間を持将棋局から引き継ぎ、原則として持将棋成立時刻の30分後に行われる。早指し棋戦の場合には短時間のインターバルで指し直し局を開始する場合がある。
タイトル戦においては、持将棋局を成立した1局として取り扱い、指し直し局は行われず通算記録にも「持将棋 1」として取り扱われる（対局規定による）。

### タイトル戦における持将棋局
通常の公式戦での持将棋局や千日手局が成立した場合には、前述のとおり棋士の成績に引き分けが記録されることはない。一方、タイトル戦において持将棋が成立した場合は、各棋戦の対局規定にもよるが基本的には指し直しは行われず、当該対局は「無勝負（引き分け）」として1局が成立し、対局棋士の成績にも持将棋による引き分けが記録される。また、七番勝負の場合は「第8局」（五番勝負では「第6局」）の日程が追加される。第5期叡王戦七番勝負では第2局と第3局で持将棋が2回成立、「第8局」終了時点で両対局者が3勝3敗2持将棋の同成績となり「第9局」が実施された。追加日程の例外として、過去に唯一「持ち時間変動制」を採用した第3-5期叡王戦の「持ち時間5時間対局」においては、当日の21時30分までに持将棋が成立した場合に即日指し直しとなる規定だったことが確認されているが、上述のように「第8局」「第9局」の日程が実際には追加されており、タイトル戦において持将棋による即日指し直しが実際に行なわれた事例はない。当時の叡王戦と同様の対局規定が他のタイトル戦においても確認されていると、将棋記者の松本博文が記事中で触れている。
過去にはタイトル戦の持将棋を双方0.5勝（持将棋2局で双方1勝ずつ）相当として扱っていたこともあり、適用された例として第40期名人戦などが確認できる。実際の事例としては存在しないが、七番勝負の一方が3勝で持将棋1局成立していた場合、持将棋で決着となる可能性もあった。
千日手と比べると持将棋の頻度は少なく、タイトル戦での持将棋は2024年まで14例、女流タイトル戦では1例となっている。
| 【タイトル棋戦 = 14例】 1. 1947年03月20日： 第06期名人戦 第3局 （▲塚田正夫 八段＿＿ - △木村義雄 名人） 2. 1958年06月04日： 第17期名人戦 第4局 （▲升田幸三 二冠＿＿ - △大山康晴 名人） 3. 1967年11月17日： 第06期十段戦 第3局 （▲大山康晴 十段＿＿ - △二上達也 八段）=大山2回目 4. 1975年06月19日： 第34期名人戦 第7局 （▲大内延介 八段＿＿ - △中原誠 名人） 5. 1980年05月01日： 第38期名人戦 第3局 （▲米長邦雄 王位＿＿ - △中原誠 名人）=中原2回目 6. 1982年04月14日： 第40期名人戦 第1局 （▲加藤一二三 十段＿ - △中原誠 名人）=中原3回目 7. 1988年03月11日： 第13期棋王戦 第3局 （▲高橋道雄 棋王＿＿ - △谷川浩司 王位） 8. 1989年10月27日： 第02期竜王戦 第2局 （▲羽生善治 六段＿＿ - △島朗 竜王） 9. 1991年10月25日： 第04期竜王戦 第1局 （▲谷川浩司 竜王＿＿ - △森下卓 六段）=谷川2回目 10. 1992年12月21日： 第61期棋聖戦 第2局 （▲郷田真隆 王位＿＿ - △谷川浩司 棋聖）=谷川3回目 11. 2014年08月06日： 第55期王位戦 第3局 （▲羽生善治 王位＿＿ - △木村一基 八段）=羽生2回目 12. 2020年07月05日： 第05期叡王戦 第2局 （▲豊島将之 竜王名人 - △永瀬拓矢 叡王） 13. 2020年07月19日： 第05期叡王戦 第3局 （▲永瀬拓矢 叡王＿＿ - △豊島将之 竜王名人）=永瀬2回目、豊島2回目 14. 2024年02月04日： 第49期棋王戦 第1局 （▲藤井聡太 棋王＿＿ - △伊藤匠 七段） 00※ 各対局者の通算記録では「持将棋（無勝負・引き分け）」を記録。 【女流タイトル棋戦 = 1例】 - 2015年11月28日： 第5期女流王座戦 第3局 （▲伊藤沙恵 女流二段 - △加藤桃子 女流王座） 00※ 持将棋の対局時点で加藤桃子は奨励会員の身分のため、伊藤沙恵の女流通算記録にのみ「持将棋（無勝負・引き分け）」を記録。 |

タイトル戦七番勝負で2局の持将棋
2020年7月5日に行われた第5期叡王戦七番勝負（当時）の第2局ではタイトル戦として6年ぶりの持将棋が成立。また、同7月19日に行われた同棋戦第3局でも持将棋が続けて成立。タイトル戦の七番勝負で持将棋が2局成立したのは史上初。また、2度の持将棋が2週間内に成立したのはタイトル戦として最短事例。

### 公式棋戦における持将棋局
| - 2020年度：7局 - 2021年度：4局 - 2022年度：5局 - 2023年度：3局 - 2024年度：5局 |

| 対局日 | 対局日   | ▲先手-△後手 | ▲先手-△後手 | 棋戦                         | 手数   | 指し直し局 勝者      |
| ------ | -------- | ----------- | ----------- | ---------------------------- | ------ | -------------------- |
| 2018年 | 02月27日 | 牧野光則    | 中尾敏之    | 第31期竜王戦 6組ランキング戦 | 420手  | 100手・△牧野光則     |
| 2020年 | 03月23日 | 佐々木大地  | 永瀬拓矢    | 第62期王位戦 挑決リーグ      | 267手  | 107手・▲永瀬拓矢     |
| 2020年 | 06月11日 | 高浜愛子    | 長沢千和子  | 第10期女流王座戦 一次予選    | (不明) | △高浜愛子 (手数不明) |
| 2020年 | 07月05日 | 豊島将之    | 永瀬拓矢    | 第5期叡王戦 七番勝負第2局    | 222手  | （指し直し局なし）   |
| 2020年 | 07月19日 | 永瀬拓矢    | 豊島将之    | 第5期叡王戦 七番勝負第3局    | 207手  | （指し直し局なし）   |
| 2020年 | 08月22日 | 阿部光瑠    | 長谷部浩平  | 第62期王位戦 予選            | 280手  | 107手・▲長谷部浩平   |
| 2020年 | 09月26日 | 長谷川優貴  | 船戸陽子    | 第14期マイナビ女子 予選      | (不明) | 188手・△長谷川優貴   |
| 2020年 | 10月15日 | 豊島将之    | 広瀬章人    | 第70期王将戦 挑決リーグ      | 200手  | 126手・△豊島将之     |
| 2021年 | 03月05日 | 星野良生    | 堀口一史座  | 第79期順位戦 C級2組10回戦    | 228手  | 062手・△星野良生     |
| 2021年 | 05月26日 | 竹内雄悟    | 瀬川晶司    | 第34期竜王戦 5組昇級者決定戦 | (不明) | ▲瀬川晶司 (手数不明) |
| 2021年 | 07月30日 | 中村修      | 島朗        | 第7期叡王戦 予選             | (不明) | ▲島朗 (手数不明)     |
| 2021年 | 12月24日 | 豊島将之    | 渡辺明      | 第35期竜王戦 1組ランキング戦 | 215手  | 107手・▲渡辺明       |
| 2022年 | 02月16日 | 澤田真吾    | 服部慎一郎  | 第70期王座戦 二次予選        | 174手  | 159手・▲服部慎一郎   |
| 2022年 | 09月13日 | 阿部隆      | 増田裕司    | 第16回朝日杯 一次予選        | 286手  | 122手・△阿部隆       |
| 2022年 | 09月29日 | 増田裕司    | 北浜健介    | 第64期王位戦 予選            | (不明) | ▲北浜健介 (手数不明) |
| 2022年 | 11月03日 | 本田奎      | 郷田真隆    | 第64期王位戦 予選            | 223手  | 105手・▲郷田真隆     |
| 2023年 | 02月07日 | 青嶋未来    | 黒田尭之    | 第81期順位戦 C級1組10回戦    | 217手  | 134手・△青嶋未来     |
| 2023年 | 02月16日 | 神崎健二    | 阿部隆      | 第49期棋王戦 予選            | (不明) | ▲阿部隆 (手数不明)   |
| 2023年 | 06月06日 | 古賀悠聖    | 高田明浩    | 第54期新人王戦               | (不明) | ▲高田明浩 (手数不明) |
| 2023年 | 06月07日 | 佐々木勇気  | 伊藤匠      | 第31期銀河戦 本戦Bブロック   | 110手  | 105手・▲伊藤匠       |

| 対局日 | 対局日   | ▲先手-△後手  | ▲先手-△後手 | 棋戦                       | 手数   | 指し直し局 勝者        |               |
| ------ | -------- | ------------ | ----------- | -------------------------- | ------ | ---------------------- | ------------- |
| 2024年 | 01月24日 | 竹部さゆり   | 頼本奈菜    | 第46期女流王将戦 予選      | (不明) | △竹部さゆり (手数不明) |               |
| 2024年 | 02月04日 | 藤井聡太     | ＿伊藤匠＿  | 第49期棋王戦 五番勝負第1局 | 129手  | （指し直し局なし）     | [ 20 ]        |
| 2024年 | 06月08日 | 是枝直樹三段 | 高橋佑二郎  | 第14期加古川青流戦         | 174手  | 130手・▲高橋佑二郎     | [ 21 ]        |
| 2024年 | 06月27日 | 永瀬拓矢     | 狩山幹生    | 第50期棋王戦 本戦          | 182手  | 188手・▲狩山幹生       | [ 21 ]        |
| 2024年 | 07月18日 | 折田翔吾     | 阿部隆      | 第96期棋聖戦 予選          | 232手  | 166手・▲阿部隆         | [ 21 ] [ 22 ] |
| 2024年 | 07月18日 | 本田奎       | 牧野光則    | 第83期順位戦 C級2組2回戦   | 274手  | 168手・△本田奎         | [ 22 ]        |
| 2024年 | 07月18日 | 宮嶋健太     | 狩山幹生    | 第83期順位戦 C級2組2回戦   | 225手  | 153手・▲狩山幹生       | [ 22 ]        |

同日同所で3局の持将棋
2024年7月18日の関西将棋会館で対局が行われた9局のうち、3局で持将棋が成立した。このうち2局は同じ部屋「芙蓉の間」で行われた隣り合わせの対局であり、同日同所での持将棋3局・同室での持将棋2局というのは極めて珍しい状況であった。それぞれの持将棋成立時刻は17時57分（阿部-折田戦、14時開始、御上段の間）、22時37分（牧野-本田戦、10時開始、芙蓉の間）、翌0時27分（狩山-宮嶋戦、同）で、終局時刻はそれぞれ20時47分（阿部-折田戦）、翌2時34分（牧野-本田戦）、3時18分（狩山-宮嶋戦）であった。この日の関西将棋会館での対局立会人を務めた東和男八段は「（1日に3局の持将棋は過去に）記憶に無い」「これが本当の『将棋界の一番長い日』といった感じです」と苦笑いした。
同一者による複数回の持将棋
- 村中秀史は2014年2月21日に行われたNHK杯戦予選の1回戦と2回戦が持将棋指し直しとなり、1日で持将棋2局を成立させている[23]。また、遠山雄亮は2025年2月20日に行われたNHK杯戦予選の2回戦と3回戦が持将棋指し直しとなり、村中と同様に1日で持将棋2局を成立させている[24]。
- 狩山幹生は2024年6月および同年7月に成立した2つの持将棋局の対局者でもあり、ひと月以内に持将棋局を2局成立させている。また、増田裕司は2022年9月に成立した2つの持将棋局の対局者でもあり、狩山と同様にひと月以内に持将棋局を2局成立させている。
- 阿部隆は2022年9月、2023年2月、2024年7月と2022年から2024年の3年間に毎年1局ずつ持将棋を成立させている（2022年度内は2回）。

## コンピュータ将棋
2000年代にはコンピュータ将棋はプロとも互角に戦えるほどに進化したが、評価関数の機械学習において過去のプロ棋士の対戦棋譜による教師あり学習を用いる制約上、プロ同士の対局でも入玉となったケースはそれほど多くないため、結果として学習が他の戦法と比べて不十分になり、入玉模様になると急に棋力が落ちる現象が発生することで知られた。これを利用して対コンピュータ将棋の戦法として入玉戦術が使われた。
しかし2010年代には、コンピュータが生成した膨大な数の局面を教師として学習したり、学習におけるパラメータを増加させて実戦が少ない局面の評価能力を向上させた結果、コンピュータ将棋の入玉模様は短期間で大幅に向上している。2015年の第25回世界コンピュータ将棋選手権では、コンピュータ将棋の公式戦で初めてSeleneが入玉将棋において自身の読みと判断により、宣言法による勝利を上げて同大会の独創賞を受賞した（敵陣内の自玉を除く自分の駒数10枚、持ち駒15枚、点数37点。なお世界コンピュータ将棋選手権では27点法を採用している。【図3】参照）。強豪ソフトにおける入玉将棋の強さと宣言法の実装はほぼ標準化されており、2016年の第4回電王トーナメントではponanzaとやねうら王が1度ずつ入玉将棋を宣言法で勝利している。
コンピュータ将棋同士の棋戦においては、アマチュアと同じ「27点法」が採用されている。そのため、コンピュータ将棋は「27点法」を基本に形勢判断を行うため、「24点法」を採用するプロの棋士・女流棋士公式棋戦では「24点法」と「27点法」の違いから生じる形勢判断の差が生じうることが指摘されている。これは、点数27点（先手は28点）を基準として必ず勝敗が決する「27点法」に対し、プロ公式棋戦での「24点法」では点数が24-30点の間であれば無勝負（引き分け）となる、制度の違いによるものである。

## 持将棋定跡
後手番が勝ちにくいとされる角換わり新型同形において、後手番での局面を伊藤匠が研究し、50数手進んだ局面で勝ちにくいと判断すると、入玉/持将棋を狙って上部開拡をはかる指し方が2023年から指し始められた。これが「持将棋定跡」と呼ばれ、これにより伊藤は2024年度将棋大賞の升田幸三賞を受賞する。
この定跡では、通常150手から200手ほどかかる持将棋の将棋において、100数手といった短数手かつ通常の対局よりも短時間で持将棋になる程である。持将棋になれば後手番であれば、次は先後が代わって先手番となることに加えて、この定跡でなるのであれば短時間でのことであり、指しなおしも通常の千日手や持将棋指しなおしに比べ、対局者の負担は少ない。
なお、今までの持将棋定跡の対局では、後手入玉時の駒数は相手の対局者よりも駒数は少ないのであろうが、プロの棋戦では上記のとおり24点制を採用しているため、完全決着の27点制と異なり駒数が24点を満たしていればよく、上記のとおりの将棋AIの形勢判断差が実際に生じている。

## トライルール
公式なルールではないが、一部の将棋クラブではトライルールを採用するところもある。トライルールとは、初期配置の相手玉の位置（先手なら5一、後手なら5九）に相手の駒が利いていないとき、その位置に自分の玉を進めるとトライとなり、その場で勝ちとなるルールである。

### トライルールの歴史
トライルールの初出は『近代将棋』1983年11月号でプロ棋士の武者野勝巳が、読者投稿の入玉規定の改善案として2案を紹介した記事のうちの1案であり、「持将棋“トライ”勝利案」という名称がつけられている。
また『将棋世界』1996年8月号でプロ棋士の先崎学が、前述の記事とは独立に（あるいは知らず知らずのうちに影響を受けて）自著のコラム上で発表したものであり（後に『世界は右に回る　将棋指しの優雅な日々』に収録）、「トライルール」という名称もそのときに使用された。

### その他
2013年9月18日に指された第61期王座戦第2局では、後手の中村太地六段の玉が5九に到達した（162手目）が、プロ棋士の将棋ではトライルールは採用されていないため対局はそのまま続き、その後羽生善治王座が後手玉を押し返し、203手で勝利している。
どうぶつしょうぎにおいては勝利条件の1つである「トライ」が入玉に相当する。すなわち、相手のライオン（玉将に相当）を取るほかに、自分のライオンを敵陣1段目まで進めても勝利となる（その場所に相手の駒が利いていない場合に限る）。
将棋ウォーズでは、トライルールが採用されていたが、2014年9月に廃止された。